# Chrestomanci
Chrestomanci (titre original : Chrestomanci) est une série de sept livres de fantasy pour enfants écrite par Diana Wynne Jones de 1977 à 2006. 
« Chrestomanci » est, dans la série, le titre porté par le magicien le plus puissant, chargé de contrôler les abus de la magie. C'est un agent du gouvernement britannique qui se déplace dans les univers parallèles pour gérer différentes crises.
Ma sœur est une sorcière, Les Neuf Vies du magicien, Le Destin de Conrad, La Chasse aux sorciers et Les Magiciens de Caprona en font partie. Les deux derniers livres de la saga n'ont pas été traduits en français il s'agit de The Pinhoe Egg (2006) et de Four Tales of Chrestomanci qui est un recueil de quatre nouvelles. 

## Les Mondes
La série s'appuie sur la théorie des multivers. Chistopher les appelle les « Ailleurs » dans Les Neuf Vies du magicien. Deux mondes se séparent à la suite d'un événement historique important. Il existe donc des milliers de mondes parallèles divisés en douze séries. On peut relever deux exemples de séparation de mondes dans la série : la victoire française à la bataille d'Azincourt qui a donné naissance au monde de Chat dans Ma sœur est une sorcière ; et l'explosion du Parlement par Guy Fawkes le 5 novembre 1605 qui a donné naissance au monde décrit dans La Chasse aux sorciers. Certaines personnes peuvent se déplacer entre les mondes, du moins par l'esprit comme c'est le cas de Christopher dans Les Neuf Vies du magicien. 
Il est fréquent que les personnes possèdent des doubles dans différents mondes. Notre univers serait le 12B, quelque part voisin du 12A qui sert de point de départ de la série. Le monde du 12A n'est pas sans rappeler la Grande-Bretagne du début du XXe siècle. Son gouvernement britannique emploie le Chrestomanci qui supervise l'usage de la magie dans l'ensemble des mondes. Il y a probablement des gouvernements britanniques dans tous les mondes de la série 12, et sûrement dans quelques autres ; encore plus de monde ont une Angleterre près ou sur le continent européen. Le Chrestomanci a des représentants dans les autres mondes tels que Conrad dans le monde de la série 7 décrit dans Le Destin de Conrad, Elizabeth Montana à Caprona. Mais, il ne connaît pas tous les mondes existants c'est pourquoi il a du mal à identifier le monde décrit dans La Chasse aux sorciers, qui est encore plus proche du nôtre que ne l'est le 12A. 

## La Magie
Dans le 12A, la magie est très répandue. C'est le cas de tous les mondes où se déroulent les livres de la série ; on peut cependant noter que dans La Chasse aux sorciers, la magie est plutôt considérée comme une abomination qu'un don ou une faculté. Il existe également des mondes sans magie. 
Il y a une hiérarchie au sein des personnes ayant un pouvoir magique. Les catégories sont faites en fonction du degré de magie de chaque individu. Au sommet se trouvent les enchanteurs puis on distingue les magiciens, les sorciers, les extra-lucides ou les médium. Les enchanteurs sont très rares, certains d'entre eux possèdent neuf vies comme Christopher ou Chat, ils sont habilités à succéder au Chrestomanci car ce sont les plus puissants. En effet, comme ils n'ont pas de double dans d'autres mondes, tous les dons habituellement répartis entre plusieurs doubles se retrouvent concentrés en un seul individu.  

## Ordre de lecture des livres
Deux tomes se déroulent pendant l'enfance de Christopher : 
- Les Neuf Vies du magicien (1988)
- Le Destin de Conrad  (2005)

Christopher a environ 12 ans dans le premier tome. Il a 15 ans dans le second. Les quatre nouvelles se déroulent lorsqu'il est Chrestomanci. Il s'écoule au moins 25 ans entre Les Neuf Vies du magicien et Ma sœur est une sorcière.
- Ma sœur est une sorcière (1977)
- « Warlock at the Wheel » (1984)
- Les Magiciens de Caprona (1980)
- « Stealer of Souls » (2000)
- « Carol Oneir's Hundredth Dream » (1986)
- The Pinhoe Egg (2006)

Un roman et une nouvelle ne peuvent pas être mis dans la chronologie. En effet, l'action se déroule dans un autre monde et il n'y a aucun des personnages principaux cités au-dessous, seulement la visite de Christopher Chant en tant que Chrestomanci.
- « The Sage of Theare » (1982)
- La Chasse aux sorciers (1982)

Eric Arcand apparaît brièvement dans « The Sage of Theare », il est alors un adolescent assistant du Chrestomanci.

## Personnages principaux
Présents dans plusieurs romans : 
- Christopher Chant est un des protagonistes principaux. Il apparaît dans tous les livres de la série soit en tant qu'enfant ou adolescent dans Les Neuf Vies du magicien et Le Destin de Conrad, ou adulte en tant que Chrestomanci dans le reste de la série. Il a deux enfants.
- Gabriel de Witt : Chrestomanci dans les deux premiers tomes, il est le tuteur de Christopher
- Déesse ou Millie : déesse puis jeune fille, elle épousera Christopher et aura deux enfants
- Eric Arcand dit Chat, futur Chrestomanci il apparaît dans le premier et dernier tome

Il est à noter que Eric et Gwendoline sont les petits cousins de Christopher Chant. Les parents d'Eric étaient cousins germains. Cosimo, père de Christopher, avait deux frères : Charles et Conrad. Charles est le père de Caroline (mère d'Eric et Gwendoline), et Conrad est le père de Francis (père d'Eric et Gwendoline).  Julia et Roger Chant, les enfants de Chrestomanci (Christopher) et Millie sont donc cousins au second degré de Eric et Gwendoline.

## Personnages importants
Présents dans un seul livre : 
- Gwendoline, petit cousine de Christopher
- Conrad Tesdinic, Anthea Tesdinic Brown, Mr Amos, comte Robert, Lady felice, la comtesse, oncle Alfred
- les Montana et Pettrochi
- les élèves et professeurs du collège Larwood
- Julia et Roger, les enfants de Christopher et de Millie

## Le Chrestomanci

### Pouvoirs
Tous les Chrestomanci doivent avoir, ou avoir eu, neuf vies. Crier « Chrestomanci ! » provoque son apparition, qu'il le veuille ou non, partout dans son monde. Dans La Chasse aux sorciers on apprend que crier trois fois son nom le fait apparaître dans n'importe quel monde. Une fois appelé, le Chrestomanci se doit de résoudre tout dilemme magique urgent. C'est probablement pour cela qu'il porte toujours de magnifiques robes de chambre, dont il a une grande collection, pour ne pas être surpris en tenue négligée.  
En tant qu'enchanteurs, les Chrestomancis sont les plus puissants utilisateurs de magie dans leur monde. Les deux Chrestomancis de la série (Christopher et Chat) ont chacun un point faible qui est le résultat de leur puissance magique, ou une simple coïncidence. Dans le cas de Christopher Chant, c'est l'argent (métal). Il ne peut pas faire de magie tant qu'il a de l'argent sur lui ou qu'il est touché par de l'argent, il ne peut pas non plus ensorceler de l'argent. Pour Eric Arcand, il ne peut faire de la magie que de la main gauche, sa main droite est incapable de magie.
Le siège de la fonction se trouve dans le château de Chrestomanci, protégé par de puissants enchantements. Le Chrestomanci en fonction et sa famille y résident, et sont servis par des serviteurs royaux. Beaucoup de personnes trouvent l'atmosphère du château bizarre, mais le Chrestomanci ne semble pas en être affecté.

### Les Chrestomancis connus
- Benjamin Allworthy est le premier Chrestomanci
- Gabriel de Witt apparaît dans Les Neuf Vies du magicien, Le Destin de Conrad, « Stealer of Souls », Christopher est son successeur lors qu'il prend sa retraite
- Christopher Chant apparaît dans tous les livres de la série. C'est l'occupant actuel du poste. Il est maniaque des vêtements, et il porte souvent son costume gris impeccable et de magnifiques robes de chambre brodées. Il est souvent décrit comme rêveur, et vague mais il est attentif au moindre détail à certains moments. Il lui reste deux vies dont l'une est l'alliance de Millie, sa femme.
- Eric Arcand, dit Chat, apparaît dans  Ma sœur est une sorcière, The Pinhoe Egg et certaines autres nouvelles. Il s'entraîne pour devenir le futur Chrestomanci. C'est un garçon assez ordinaire, avec les mêmes intérêts que la plupart des garçons de son âge. Il ne reste que quatre vies à Chat, l'une d'elles est un chat appelé Violon. Sa sœur Gwendoline a transformé le violon d'Eric en chat pendant son enfance. Gwendoline a aussi enfermé les vies de Chat dans une boîte d'allumette, ce processus lui a coûté une vie. On apprend à la fin de Ma sœur est une sorcière qu'elle a utilisé les pouvoirs de son frère, et trois de ses vies, pour servir ses intérêts. Les deux autres vies de Chat ont été perdues lorsqu'il était très jeune : à sa naissance, et lors de l'accident de bateau qui a tué ses parents où il a failli se noyer.

Il est à noter que Arcand est la 'traduction' faite sur Ma Sœur est une Sorcière lors de sa sortie en francophonie. Christopher Chant, et sa famille sont donc également nommés Arcand. Le nom de Chant sera finalement gardé pour la suite des romans. Ce détail peut dérouter le lecteur sur les romans traduits. 